# The Lion and the Cobra
The Lion and the Cobra is het debuutalbum van de Ierse zangeres Sinéad O'Connor. Het werd op 4 november 1987 uitgebracht op het label Chrysalis Records.
O'Connor nam het album op toen ze zwanger was van haar eerste kind. 
De titel van het album is afgeleid van Psalm 91:13 uit de Hebreeuwse Bijbel. Het nummer Never Get Old begint met de Ierse zangeres Enya die de Ierse tekst van deze psalm voordraagt.

## Ontvangst
The Lion and the Cobra kreeg lovende kritieken. Zo kreeg het bij AllMusic 4½ uit 5 sterren en van Rolling Stone 4 uit 5. De muzieksite Pitchfork zette in 2018 het album op de 44e plek van de lijst met beste albums uit de jaren 1980. Wereldwijd is het album 2½ miljoen keer over de toonbank gegaan. In de Nederlandse Album Top 100 behaalde het de vierde plek. In de UK Albums Chart kwam het tot plek 27 en in de Amerikaanse Billboard 200 tot plek 36. Het album kreeg in Canada de platina-status en de verkopen leverden O'Connor in Nederland, het VK en de VS een gouden plaat op. De eerste single, Troy, werd een hit in Nederland en België, maar niet in Ierland en het VK. De tweede single, werd juist in die twee landen een hit.

## Tracklijst
1. Jackie (O'Connor) - 2:28
2. Mandinka (O'Connor) - 3:46
3. Jerusalem (O'Connor, McMordie, Clowes, Reynolds) - 4:20
4. Just Like U Said It Would B (O'Connor, Wickham) - 4:32
5. Never Get Old (O'Connor) - 4:39
6. Troy (O'Connor) - 6:34
7. I Want Your (Hands on Me) (O'Connor, Clowes, Reynolds, Dean, Holifield) - 4:42
8. Drink Before the War (O'Connor) - 5:25
9. Just Call Me Joe (O'Connor, Mooney, Winer) - 5:51

## Bezetting
- Sinéad O'Connor - zang, elektrische gitaar, producent, mixing, arrangeur
- Marco Pirroni - elektrische gitaar, akoestische gitaar
- Richard Holifield - basgitaar
- Rob Dean - elektrische gitaar, akoestische gitaar
- John Reynolds - drums
- Mike Clowes – synthesizer, keyboards, strijkersarrangementen
- Kevin Mooney - gitaar, basgitaar
- Gavyn Wright - orkestleider
- Enya – spoken word op Never Get Old
- Leslie Winer - spoken word op Just Call Me Joe